# 招捕總錄
《招捕總錄》，元朝边疆地理著作。作者佚名，一卷。
见于《国朝文类》所收虞集《经世大典序录》，实即《经世大典·政典·征伐》招捕条之内容。元修《经世大典》早已散佚，仅赖此书得以部分保存。约成书于泰定年间，所记元代招捕事宜，起于元世祖至元年间，止于元英宗至治三年（1323年）。共一万一千余字。卷后有跋。所载凡二十九目，以地区分题，依次为：云南、大理、金齿、罗罗斯、车里、乌撒、乌蒙、东川、茫市、八蕃、顺元诸蛮、宋隆济、广西、两江、黄圣许、岑氏、思播、海北、海南、广东、江西、福建、浙东、湖北、湖南、四川、西番、圆明和尚。包括今天云南、广东、广西、湖南、湖北、江西、福建、浙江、四川、西藏、辽宁等地，各条首载地名，再记其叛服人事，以云南事占全文大半。叙述典雅，翔实可信。其事多不见于《元史》等正史，《新元史·蛮夷传》诸条，多抄录此书。惟于地理未多考究，如车里事有录在乌撒、乌蒙条，蒙光路事有录在西蕃条，而云南条则多有已分目各条之事迹。是研究边疆地区和少数民族史志的重要参考文献。有涵芬楼影印本、《守山阁丛书》本。